# Messerschmitt

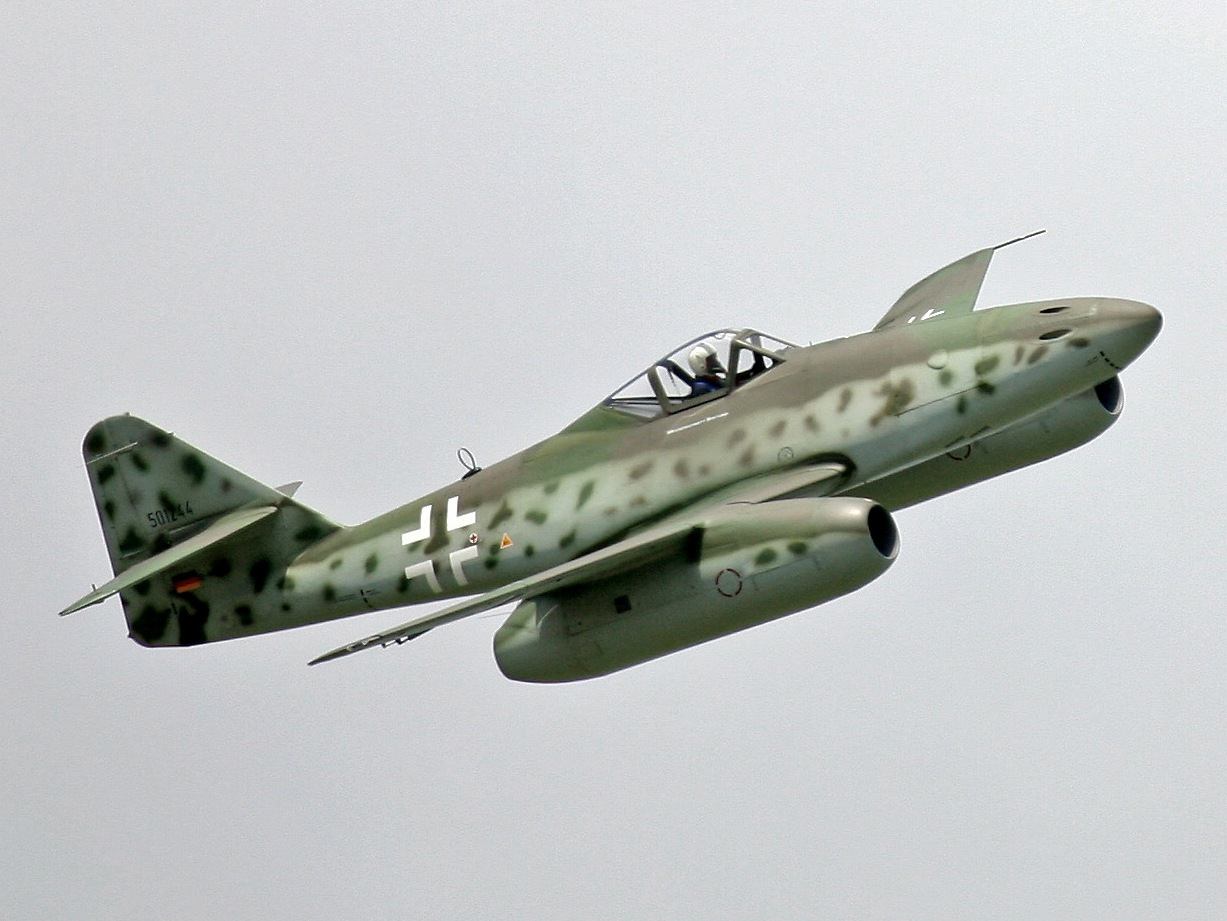
Réplica de um Messerschmitt Me 262

A Messerschmitt AG, posteriormente denominada Messerschmitt-Bölkow-Blohm (MBB) foi uma empresa aeronáutica alemã conhecida principalmente por seus modelos utilizados na Segunda Guerra Mundial, como o Bf 109 e o Me 262. A Messerschmitt AG também lançou um modelo de veículo denominado KR 175, com motor de 175 cilíndradas, e em 1955 lançou o KR 200 com 200 cilíndradas. A empresa foi comprada pela DASA em 1989 e atualmente faz parte da EADS.

## Modelos
| - S7 - S8 - S9 - S10 - S14 - S16 - M17 - M18 - M19 - M20 - M21 - M22 - M23a | - M23b - M24 - M26 - M27 - M28 - M29 - M31 - M35 - Bf 108 Taifun - Bf 109 - Bf 110 - Bf 161 - Bf 162 Jaguar | - Bf 163 - Me 163 Komet - Me 209 - Me 210 - Me 261 - Me 262 Schwalbe - Me 264 Amerika-Bomber - Me 309 - Me 321 - Me 323 Gigant - Me 410 Hornisse - Me 509 - P. 1101 |

## Ligação externa e referência
- Logo e história da empresa (em inglês)